# كارل غوتليب غريل
كارل جوتليب غريل (28 ديسمبر 1912 – 4 أكتوبر 1994)، عالِم أحياء ألماني متخصص في دراسة الكائنات الأولية، اشتهر بأبحاثه على الكائن الصفيحي الشعري (Trichoplax).
حصل كارل غريل على درجة الدكتوراه في عام 1934 من جامعة بون، وذلك عن أطروحته التي تناولت الجهاز الهضمي للحشرة الشوالة المألوفة (Panorpa communis). بعد ذلك، عمل بشكل رئيسي على الكائنات وحيدة الخلية حقيقية النواة والصفيحيات متعددة الخلايا. عين خلال الحرب العالمية الثانية في وحدة لمكافحة الملاريا في جنوب شرق أوروبا.
بعد الحرب، عاد إلى بون وبدأ العمل على التباين النووي [الإنجليزية] في الكائنات ذات الأسواط. في عام 1954، وبمساعدة من مؤسسة روكفلر، زار مختبرات ت.م. سوننبورن ول.ر. كليفلاند. وعاد إلى ألمانيا ليصبح زميلًا لماكس هارتمان في معهد ماكس بلانك لعلم الأحياء [الإنجليزية] في توبنغن.
عمل غريل أستاذًا لعلم الأحياء في جامعة توبنغن، حيث كان يدرس علم الكائنات الأولية وعلم الوراثة. كما كان يقود رحلات ميدانية لدراسة الكائنات الأولية البحرية.
ألف غريل كتابًا دراسيًا باللغة الألمانية عن علم الكائنات الأولية بعنوان Protozoologie (الطبعة الأولى 1956، الطبعة الثانية 1968)، والذي نُشر بالإنجليزية بعنوان Protozoology في عام 1973. ومن 1959 إلى 1983، كان محررًا مشاركًا لمجلة Archiv for Protistenkunde. بالإضافة إلى عمله على الكائن الصفيحي الشعري، كان معروفًا بأبحاثه حول دورات الحياة للمثقبات.
انتخب عضوًا فخريًا في الجمعية الألمانية لعلم الكائنات الأولية في عام 1982، وكان رئيسًا فخريًا للمؤتمر الدولي التاسع لعلم الكائنات الأولية في برلين في عام 1993.